# Mequon
Mequon est une ville du comté d'Ozaukee, dans l’État du Wisconsin, aux États-Unis. Lors du recensement de 2010, sa population s’élevait à 23 132 habitants. Sa superficie totale est de 126,31 km2.

## Source
- (en) Cet article est partiellement ou en totalité issu de l’article de Wikipédia en anglais intitulé « Mequon, Wisconsin » (voir la liste des auteurs).